# Diocesi di Algeciras

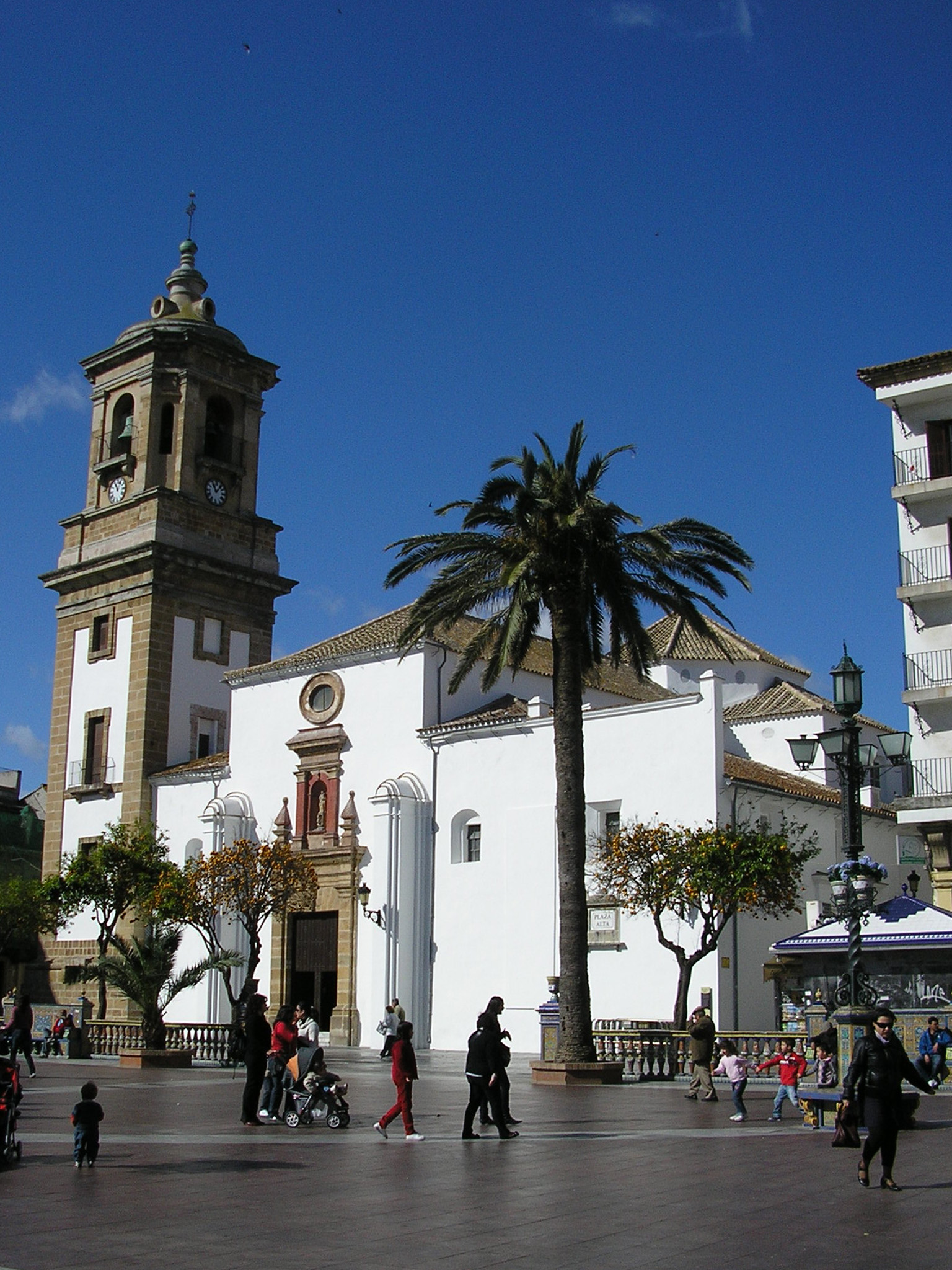
La chiesa di Nuestra Señora de la Palma, costruita nel Settecento; ricorda nel nome l'antica cattedrale di Algeciras, distrutta dagli Arabi nel 1379.

La diocesi di Algeciras (in latino: Dioecesis Insulæ viridis) è una sede soppressa e sede titolare della Chiesa cattolica con il nome di Aliezira.

## Storia
In seguito alla conquista della città da parte del re Alfonso XI di Castiglia, papa Clemente VI eresse la diocesi di Algeciras il 30 aprile 1344 con la bolla Gaudemus et exultamus e la unì aeque principaliter a quella di Cadice. La moschea della città fu trasformata in cattedrale, con il nome di Nostra Signora della Palma; questo nome è dovuto al fatto che il giorno in cui il re entrò trionfalmente in città era la domenica delle Palme.
La città fu riconquistata dagli arabi nel 1369 che la distrussero dieci anni dopo assieme alla cattedrale. I vescovi di Cadice portarono il titolo di "vescovi di Algeciras" fino al 1851, quando fu soppresso in seguito al concordato.
Dal 1969 Algeciras è annoverata tra le sedi vescovili titolari della Chiesa cattolica con il nome di Aliezira; dal 16 febbraio 2022 il vescovo titolare è Cristóbal Déniz Hernández, vescovo ausiliare delle Isole Canarie.

## Cronotassi dei vescovi titolari
- Francesco Rossi † (29 novembre 1969 - 18 dicembre 1972 deceduto)
- Altivo Pacheco Ribeiro † (10 novembre 1973 - 13 giugno 1987 deceduto)
- Lluís Martínez Sistach (6 novembre 1987 - 17 maggio 1991 nominato vescovo di Tortosa)
- Joan Carrera Planas † (16 luglio 1991 - 3 ottobre 2008 deceduto)
- Salvador Cristau Coll (18 maggio 2010 - 3 dicembre 2021 nominato vescovo di Terrassa)
- Cristóbal Déniz Hernández, dal 16 febbraio 2022